# زيكو بورميستر
زيكو بورميستر (بالهولندية: Zico Buurmeester) (مواليد 7 يونيو 2002) هو لاعب كرة قدم هولندي محترف يلعب كلاعب خط وسط لنادي ألكمار الهولندي.